# Włodzimierz Dziakiewicz
Włodzimierz Dołęga-Dziakiewicz (ur. 20 lutego 1883 w Olszanicy, zm. ?) – pułkownik inżynier saperów Wojska Polskiego, ofiara zbrodni katyńskiej.

## Życiorys
Włodzimierz Dołęga-Dziakiewicz urodził się 20 lutego 1883 w Olszanicy koło Jasła. Był synem Bronisława. W 1903 ukończył z odznaczeniem C. K. Wyższą Szkołę Realną w Stanisławowie. Studiował w Szkole Politechnicznej we Lwowie, którą ukończył w 1903 roku. W czasie I wojny światowej walczył w szeregach w cesarskiej i królewskiej armii, na froncie w Galicji Wschodniej.
16 stycznia 1919 roku został przyjęty do Wojska Polskiego z byłej armii austro-węgierskiej, z zatwierdzeniem posiadanego stopnia porucznika ze starszeństwem z dniem 1 listopada 1916 roku i otrzymał przydział służbowy do Litewsko-Białoruskiej Dywizji Strzeleckiej z dniem 31 grudnia 1918 roku.
Wziął czynny udział w powstaniu wielkopolskim. 5 maja 1919 roku Komisariat Naczelnej Rady Ludowej na wniosek głównodowodzącego Sił Zbrojnych Polskich w byłym zaborze pruskim mianował go kapitanem, a następnie majorem w wojskach technicznych ze starszeństwem z dniem 1 września 1917 roku.
Był dowódcą baonu pociągów pancernych. Podczas walk nad Berezyną, podjął się transportu amunicji nieopancerzonym statkiem na odległość ok. 50 km. Mimo silnego ostrzeliwania i trzykrotnego bezpośredniego ataku bolszewików na przepływający statek, transport dotarł do celu. Dowodząc tym dywizjonem, osłaniał odwrót 14 Dywizji Piechoty znad Berezyny. 11 czerwca 1920 roku został zatwierdzony z dniem 1 kwietnia 1920 roku w stopniu podpułkownika, w Inżynierii i Saperach, w grupie oficerów z byłej armii austro-węgierskiej. W 1921 roku ukończył kurs oficerów sztabowych saperów. 1 czerwca 1921 roku był dowódcą XX batalionu saperów, a jego oddziałem macierzystym był 3 pułk saperów. 6 czerwca 1921 roku został dowódcą 3 pułku saperów w Grudziądzu, a od 27 czerwca 1921 roku w Wilnie. 3 maja 1922 roku został zweryfikowany w stopniu pułkownika ze starszeństwem z dniem 1 czerwca 1919 roku i 24. lokatą w korpusie oficerów inżynierii i saperów. W styczniu 1923 roku jako oficer nadetatowy 3 pułku saperów został przeniesiony z rezerwy oficerów sztabowych Dowództwa Okręgu Korpusu Nr IV do Wyższej Szkoły Artylerii i Inżynierii w Warszawie na stanowisko wykładowcy, a w lipcu tego samego roku został przeniesiony Dowództwa Okręgu Korpusu Nr IX w Brześciu na stanowisko szefa inżynierii i saperów. W 1923 był szefem Kierownictwa Rejonu Inżynierii i Saperów w Tarnopolu. W marcu 1924 został przeniesiony z dyspozycji szefa Inżynierii i Saperów DOK IX do Wydziału Fortyfikacji Departamentu V Inżynierii i Saperów Ministerstwa Spraw Wojskowych w Warszawie. W 1924 został dowódcą 5 pułku saperów w Krakowie. Sprawując to stanowisko wyrokiem Sądu Okręgowego w Krakowie został uwolniony od postawionych mu 14 zarzutów o różnych charakterze, co zostało podtrzymane przez wyrok Najwyższego Sądu Wojskowego 23 lutego 1926, z wyjątkiem trzech punktów, w tym spoliczkowania redaktora Józefa Rychtera. W 1928 roku jako oficer nadetatowy 5 pułku saperów pozostawał w dyspozycji szefa Departamentu Inżynierii, a następnie zajmował stanowisko kierownika referatu technicznego Departamentu V Inżynierii i Saperów MSWojsk. Pracował nad nowym sprzętem i środkami minerskimi. Osobiście opracował wiele projektów nowego sprzętu technicznego dla wojsk saperskich. Ze względu na orzeczenie komisji lekarskiej o niezdolności do służby wojskowej, w październiku 1928 został zwolniony z wojska. Pracując na niwie cywilnej uzyskał tytuł naukowy profesora i wydał szereg publikacji między innymi: „Mosty wojenne. Obliczenia statyczne”. W 1934 jako pułkownik w stanie spoczynku był przydzielony do Oficerskiej Kadry Okręgowej nr I jako oficer przewidziany do użycia w czasie wojny i pozostawał wówczas w ewidencji Powiatowej Komendy Uzupełnień Warszawa Miasto III.
W latach 30. zamieszkiwał w Rzeszowie, gdzie pracował jako autoryzowany inżynier. Był autorem projektu wodociągowego w Rzeszowie z 1930, poprawionego w 1931.

## Publikacje
- Opis szczegółowego projektu budowy wodociągu dla król. woln. Miasta Sanoka (1911)[30]
- Profesor zamordował eksperta na stacji pomp i filtrów w Rzeszowie (1937)
- Stosunki i wydarzenia na tle budowy wodociągu i kanalizacji w król. woln. Mieście Rzeszowie w latach 1933-1937 (1937)
- Wielka klapa pod "Lisią Górą" w Rzeszowie czyli przykra przygoda profesora (1937)
- Kolaudacja robót w Rzeszowie dnia 15.IV.1935 r. i Superkolaudacja dnia 30 kwietnia 1938 r. dokonane przez „Najwybitniejszych Fachowców” i „Czołowych Specjalistów” czyli Rzeszowskie złoto w „Pomarańczowej Księdze” Prezydenta miasta Rzeszowa (1938)

## Ordery i odznaczenia
- Krzyż Niepodległości
- Krzyż Kawalerski Orderu Odrodzenia Polski
- Krzyż Walecznych – czterokrotnie (po raz 1 w 1921, po raz 1 i 2 w 1922)[31][32]